# كلب سباب للمشاكل (اختلال ضال)
«كلب سباب للمشاكل» (بالإنجليزية: Problem Dog)‏ هي الحلقة السابعة للموسم الرابع من مسلسل إيه إم سي التلفزيوني الدرامي اختلال ضال. كتبها بيتر غولد وأخرجها بيتر غولد، بُثَّت على إيه إم سي في 28 أغسطس 2011.

## وصلات خارجية
- «كلب سباب للمشاكل» على إيه إم سي (بالإنجليزية)
- «كلب سباب للمشاكل» على قاعدة بيانات الأفلام على الإنترنت (بالإنجليزية)